# جامعة البيلوبونيز
جامعة البيلوبونيز (باليونانية: Πανεπιστήμιο Πελοποννήσου)‏ هي جامعة لها مواقع في مدن مختلفة في البيلوبونيز، اليونان. تأسست في عام 2002 وتضم خمسة مدارس في تريبولي وكورنث وكالاماتا ونافبليو وأسبرطة.
أنشئت الجامعة العامة بموجب المرسوم الرئاسي 13/2000. مقرها هو تريبولي ويتم تطويرها على مستوى المدارس الكاملة في العواصم الخمسة في محافظات منطقة البيلوبونيز.

## روابط خارجية
- University of the Peloponnese official website (باليونانية) (بالإنجليزية)
- University of the Peloponnese Internal Quality Assurance Unit (باليونانية)
- Hellenic Quality Assurance and Accreditation Agency (HQAA) (باليونانية) (بالإنجليزية)
- L.L.P. ERASMUS International and Public Relations Department - University of Peloponnese (باليونانية) (بالإنجليزية)
- University of Peloponnese DASTA Office (Career Office & Innovation Unit) (بالإنجليزية) (باليونانية)
- University of Peloponnese Special Account for Funds and Research (باليونانية)
- Greek Research & Technology Network (GRNET) (باليونانية) (بالإنجليزية)
- okeanos (GRNET's cloud service) (باليونانية) (بالإنجليزية)